# یویتو اوبارا
یویتو اوبارا (انگلیسی: Yuito Obara؛ ۲ آوریل ۲۰۰۲ – ) بازیگر، model اهل ژاپن بود. وی از سال ۲۰۱۶ میلادی تاکنون مشغول فعالیت بوده‌است.